# Горану
Горану (рум. Goranu) — село у повіті Вилча в Румунії. Адміністративно підпорядковане місту Римніку-Вилча.
Село розташоване на відстані 154 км на північний захід від Бухареста, 0 км на схід від Римніку-Вилчі, 97 км на північний схід від Крайови, 113 км на південний захід від Брашова.

## Населення
За даними перепису населення 2002 року у селі проживала 2871 особа.
Національний склад населення села:
| Національність | Кількість осіб | Відсоток |
| -------------- | -------------- | -------- |
| румуни         | 2663           | 92,8%    |
| цигани         | 206            | 7,2%     |

Рідною мовою назвали:
| Мова      | Кількість осіб | Відсоток |
| --------- | -------------- | -------- |
| румунська | 2789           | 97,1%    |
| циганська | 81             | 2,8%     |